# Friderika Bayer
Friderika Bayer (Budapeste, 4 de outubro de 1971) é uma cantora húngara.
Em 1994, ganhou o primeiro prémio do festival da canção e dança organizado pela televisão estatal húngara. O título da canção foi "Kinek mondjam el vétkeimet? (A quem confessaria os meus pecados?) que terminou em quarto lugar no Festival Eurovisão da Canção 1994 que se realizou em Dublin, onde a Hungria fez a sua estreia.
Em  30 de abril de 1994 surgiu o seu primeiro álbum em  CD e cassette. O álbum ganhou um disco de ouro em menos de dois meses,  e foi um grande sucesso na Hungria.
Frederika é membro de uma organização da Igreja. Todos os domingos, ela canta missa na televisão húngara.

## Discografia
- Friderika (1994)
- Friderika II (1996)
- Boldog vagyok (1998)
- Kincs, ami van (1999)
- Hazatalálsz (2001)
- Gospel (2003)
- Sáron rózsája  (2006)

### Álbuns para crianças
- Bölcsődalok ("Lullabies")
- Az álmok tengerén (Bölcsődalok 2) ("On the sea of dreams (Lullabies 2)") (